# Kamienica pod Koroną w Poznaniu
Kamienica pod Koroną – zabytkowa, neorenesansowa kamienica w Poznaniu, stanowiąca jeden z elementów neorenesansowego programu zabudowy Rynku Wildeckiego z początku XX wieku.

## Charakterystyka
Dom znajduje się przy ul. Górna Wilda 107 i został zbudowany w 1904, w ramach procesu regulacji i urbanizacji Wildy, włączonej do Poznania w 1900. Należy do najlepszych w Poznaniu zastosowań stylu neorenesansowego.
Fasada kamienicy jest przełamana i dostosowana do biegu pierzei Rynku oraz ulicy w tym miejscu. Dominantą obiektu jest neorenesansowy, monumentalny szczyt, wieżyczka i loggie w centrum. Całość zdobi ornament okuciowy, charakterystyczny dla zdobnictwa renesansowego. Nad jednym z wejść umieszczono koronę, co wiązało się z nazwą apteki, zlokalizowanej w części parterowej do dziś (jest to jedna z najstarszych działających aptek w mieście).
Kamienica pod Koroną jest jednym z monumentalnych obiektów w stylu neorenesansowym przy Rynku Wildeckim. Z pozostałych najważniejsze to:
- Kościół Maryi Królowej, dawniej św. Mateusza, 1904 – 1907, architekt Oskar Hossfeld,
- Państwowa Wyższa Szkoła Budowy Maszyn (Königlische Höhene Maschinenbauschule), obecnie rektorat Politechniki, 1907, architekt Adolf F. Binder,
- Dom Starców (obecnie część Politechniki), sierpień 1909, architekt Fritz Teubner.

Budynek sąsiaduje bezpośrednio z postmodernistyczną siedzibą Regionalnego Oddziału Detalicznego PKO BP, zbudowaną po 1994.

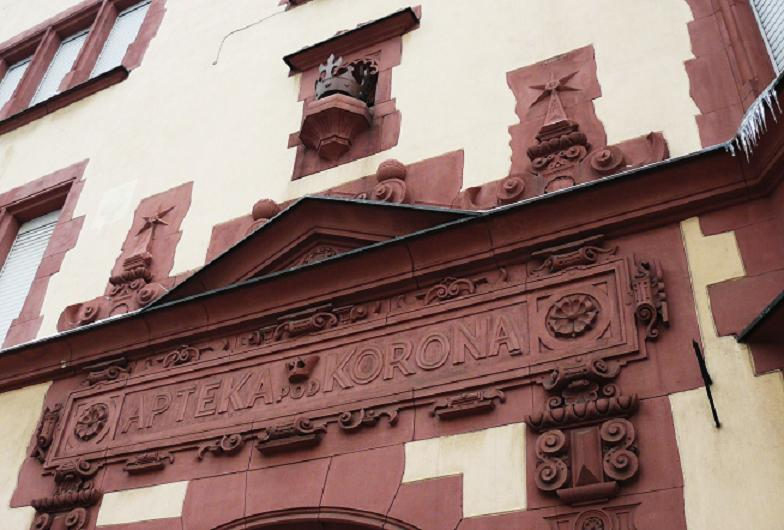
detal – korona

## Inne budynki
W pobliżu znajdują się inne istotne elementy zabudowy Wildy:
- Willa Bajerleina w Poznaniu
- Budynek Spar- und Bauverein w Poznaniu
- Paulinum w Poznaniu